# Vlag van oblast Magadan
De vlag van oblast Magadan is in gebruik sinds 28 december 2001. De vlag heeft de nationale kleuren van Rusland. De vlag heeft een rood veld met een reeks blauwe en witte golven die horizontaal langs de onderste 1/4 van de vlag lopen. De geschulpte punten van de onderste witte golven liggen op één lijn met de dalen van de bovenste witte golven. Deze golven vertegenwoordigen de locatie van de oblast aan de oostkust van Rusland. In de broektop staan het wapen van oblast Magadan. Het bovenste deel van het wapen toont een geologische hamer en pikhouweel achter een piramide van zilver- en goudstaven, symbolen van welvaart, welzijn en mijnbouw - de economische basis van de regio. In het linkergedeelte van het wapen staan een hydro-elektrische dam en een vliegtuig. Deze symbolen benadrukken het belang van de hydro-elektrische industrie en de verbinding van oblast Magadan met de rest van Rusland. In het rechter gedeelte zijn drie gouden vissen, die het belang van de visindustrie vertegenwoordigen.